# Jason Gardener
Jason Gardener (* 18. září 1975 Bath, Anglie) je bývalý britský sportovec, atlet, sprinter, jehož specializací byl běh na 100 m a běh na 200 metrů.
Na Letních olympijských hrách 2004 v Aténách získal zlatou medaili ve štafetě 4 × 100 metrů společně s Darrenem Campbellem, Marlonem Devonishem a Markem-Lewisem Francisem. Čtyřikrát se stal halovým mistrem Evropy a jednou halovým mistrem světa v běhu na 60 metrů.

## Úspěchy
| Závod    | Disciplína | Medaile  | Čas (s.) |
| -------- | ---------- | -------- | -------- |
| LOH 2004 | 4 × 100 m  | zlatá    | 38,08    |
| MS 1999  | 4 × 100 m  | stříbrná | 37,73    |
| MS 2005  | 4 × 100 m  | bronzová | 38,27    |

## Osobní rekordy
Hala
- Běh na 50 metrů – 5,61 s, Madrid, 16.2. 2000 - Současný evropský rekord